# Вассенар
Вассенар (нидерл. Wassenaar) — деревня и община в провинции Южная Голландия (Нидерланды), пригород Гааги. Вассенар лежит в 10 км к северу от Гааги на шоссе N44 возле побережья Северного моря.

## История
В XII веке здесь стояла церковь — на месте, где святой Виллиброрд сошёл на землю.
Вассенар лежал в стороне от истории, пока в XIX веке Людовик I Бонапарт не приказал проложить хервег (Heerweg, «царский путь») между Гаагой и Лейденом. В 1840 году принц Фредерик Нидерландский выстроил здесь дворец De Paauw, в котором прожил много лет (в настоящее время этот дворец является ратушей Вассенара). После строительства в 1907 году железной дороги между Гаагой и Схевенингеном Вассенар стал популярным местом обитания богатых гаагцев.
Во время Второй мировой войны Вассенар с сентября 1944 по март 1945 годов был одним из тех мест, откуда стреляли по Лондону крылатыми ракетами Фау-2.
В Вассенаре в 1996 году были подписаны вассенарские соглашения (Вассенарские договорённости).

## Вассенар сегодня
До вступления на престол 30 апреля 2013 года в Вассенаре располагалась официальная резиденция наследника нидерландского престола Виллема-Александра, принца Оранского и его супруги принцессы Нидерландской Максимы.